# ピーター・パン&ウェンディ
『ピーター・パン＆ウェンディ』（英: Peter Pan & Wendy）は、2023年公開のアメリカ合衆国のアドベンチャー・ファンタジー映画である。ウォルト・ディズニー・ピクチャーズ製作。1953年に公開されたアニメーション映画『ピーター・パン』を実写化したもので、原作はジェームス・マシュー・バリーの戯曲『ピーター・パンとウェンディ』である。
2016年4月13日に製作が開始され、製作チームはその後4年間を費やしてリメイク版の脚本に取り組んできた。本作のタイトルは2020年1月7日に発表され、2023年にストリーミングサービス「Disney+」でプレミア上映される。

## ストーリー
ロンドンに住む、ウェンディ、ジョン、マイケルの三兄弟は子供でいる事はいいことであると考え、大人になる事を常に拒んでいた。
ある晩に三人がいつも夢中になっていたピーターパンの物語に登場するピーターとティンカーベルが、自身の影を追いかけて自宅まで迷い込んだ事をきっかけにネバーランドへ行くことになってしまう。ネバーランドに着いたウェンディ達はティンカーベルの魔法の粉で空を飛びながら、ネバーランドを探検していたが、ピーターに腕を切り落とされた事を恨むフック船長の襲撃に遭い、ジョンとマイケルを攫われてしまうのだった。
ピーターとティンカーベル、島に住む先住民族の中心人物であるタイガーリリー、ピーターの仲間のロストキッズの助力もあり、フックの怒りを買い、処刑されそうになったジョンとマイケルを救い出す事に成功した。そして、ウェンディ達はピーターの案内でロストキッズ達と生活している隠れ家へ招待されるが、そこでピーターとフックの意外な過去と真実を知ることになる。

## 登場人物
ピーター・パン（Peter Pan）
演 - アレクサンダー・モロニー、日本語吹替 - 山崎智史
この物語の主人公。ネバーランドに住み、大人になることを拒む少年。
ウェンディ・ダーリング（Wendy Darling）
演 - エヴァー・アンダーソン、日本語吹替 - 東郷姫奈
もう一人の主人公。大人になることを拒む、ロンドンに住む少女。ピーターとともに弟のジョンとマイケルを連れてネバーランドに旅立つ。
ジョン・ダーリング（John Darling）
演 - ジョシュア・ピカリング、日本語吹替 - 森島律斗
ウェンディの弟で、弟のマイケル、ピーターとともににネバーランドに旅をする。
マイケル・ダーリング（Michael Darling）
演 - ジャコビ・ジュペ、日本語吹替 - 木村新汰
ウェンディとジョンの弟で、二人とピーターとともにネバーランドに旅をする。
ティンカー・ベル（Tinker Bell）
演 - ヤラ・シャヒディ、日本語吹替 - 島田愛野
ピーターの親友で、妖精。
フック船長（Captain Hook）
演 - ジュード・ロウ、日本語吹替 - 森川智之
ピーターの宿敵である海賊で、自分の手を切り落としてワニに食べさせたことを恨んでいる。手の代わりに鉤（フック）を使っているが、これは2人の間に起きたある出来事が原因である。
ミスター・スミー（Mr. Smee）
演 - ジム・カフィガン、日本語吹替 - 石住昭彦
フック船長の忠実な一等航海士だが、あまりに頼りないため助けてくれないこともある。
タイガーリリー（Tiger Lily）
演 - アリッサ・ワパナータ、日本語吹替 - 磯田美絵
ネバーランドに住むアメリカ先住民であり、戦士のリーダー。
ジョージ・ダーリング（George Darling）
演 - アラン・テュディック、日本語吹替 - 村治学
ウェンディ、ジョン、マイケルの父親。銀行の経理担当者として働いている。
メアリー・ダーリング（Mary Darling）
演 - モリー・パーカー、日本語吹替 - 坂本真綾
ウェンディ、ジョン、マイケルの母親。
ニブス（Nibs）
演 - セバスティアン・ビリングズリー・ロドリゲス、日本語吹替 - 鳴海竜明
バーディー（birdie）
演 - ダイアナ・ツォイ、日本語吹替 - 木村日翠
カーリー（Curly）
演 - フローレンス・ベンスバーグ、日本語吹替 - 桜井しおん
双子（Twin）
演 - ケルシー・イエーツスカイラー・イエーツ、日本語吹替 - 梅崎音羽
トゥートルズ（Tootles）
演 - ケラン・エディ、日本語吹替 - 河城英之介
スライトリー（Slightly）
演 - ノア・マシューズ・マトフスキー、日本語吹替 - 北原十希明
ベルウェザー（Bellweather）
演 - フェリックス・デ・ソウサ、日本語吹替 - 新井笙子

## 製作

### 企画
2016年4月、ウォルト・ディズニー・ピクチャーズが1953年のアニメーション映画『ピーター・パン』の実写化を製作していることが発表された。トビー・ハルブルックスとの共同脚本で、デヴィッド・ロウリーが監督を務めた。2人はこれまで、2016年にリメイクされたディズニー映画『ピートと秘密の友達』で共演している。ジム・ウィテカーはこのプロジェクトのプロデューサーを務める。
2018年2月、ウィテカーは、この脚本が製作の初期段階に入っていることを明かした。さらに、この映画は現実に即したものであるが、「大規模で刺激的なアドベンチャーでもある」と説明している。同年10月には第4稿の脚本が完成し、第5稿の執筆も進められていた。ロウリーは、「最優先事項は、脚本を正しく理解すること」と述べている。映画監督は、オリジナルのファンである彼にとって、このプロジェクトは個人的なものであることを詳しく説明し、「すべての小さなディテールに苦悩していた」ことを認めた。現代の映画化では、オリジナル作品に見られる人種的なステレオタイプを避けるために、要素を変えなければならないことを確認した。
2019年12月、ロウリーは、その時点でハルブルックスと一緒に追加の「ドラフトと半分」を書いたと述べ、映画化の準備が整うまでには「あと数回のドラフト」が必要だと付け加えた。彼は、原作への個人的な愛情とファンの間での人気を考慮して、本作の制作を「チャレンジング」と表現した。また、ピーターパンの実写映画が他にも製作されていたため、この映画の存在を正当化する必要があったと同時に、「原作に正義を尽くす」ことも必要だったと感じている。『ピーター・パン』と『ピートと秘密の友達』を比較すると、後者の方が、原作が「ディズニーの隠れた名作」で人気がなかったため、ストレスが少なく、自由に創作活動ができたと語っている。2020年1月までに、本作の正式タイトルは『ピーター・パン＆ウェンディ』となった。本作の制作チームには、ジョー・ロスが追加プロデューサーとして参加した。

### キャスティング
2020年1月、ニュージーランド・ヘラルドは、ディズニーがピーター・パンを演じるニュージーランド出身の若手俳優を探していると報じた。2020年3月には、ピーター・パン役にアレクサンダー・モロニー、ウェンディ・ダーリング役にエヴァー・アンダーソンがそれぞれキャスティングされたことが報じられた。同年7月には、ジュード・ロウがジェームズ・フック船長を演じるための初期交渉に入っていた。ロウは9月に確定し、ティンカー・ベル役にはヤラ・シャヒディが起用されることになる。2020年10月、タイガー・リリー役にアリッサ・ワパナータックが決定した。2021年1月には、ジム・ギャフィガンがミスター・スミ―でキャストに加わった。2021年3月16日、正式にプリンシパルフォトグラフィーが開始され、ジョージ・ダーリング、メアリー・ダーリング、ジョン・ダーリング、マイケル・ダーリングをそれぞれアラン・テュディック、モリー・パーカー、ジョシュア・ピカリング、ジャコビ・ジュペが演じることが発表された。

### 撮影
本作の撮影は、カナダブリティッシュコロンビア州のバンクーバーで行われる予定。当初は、2020年4月17日に開始し、2020年8月に終了する予定だったが、新型コロナウイルス感染症の世界的流行の影響で撮影が遅れた。撮影は2021年3月16日に開始され、2021年6月30日に終了する予定だった。2021年8月にカナダのニューファンドランド・ラブラドール州で追加撮影が行われた。

## リリース
本作は当初、ディズニーのストリーミングサービス「Disney+」で配信され、しばらくして劇場公開が予定されていたが、2020年12月、新型コロナウイルス感染症の世界的流行により、再びDisney+限定で2022年に公開されることが正式に発表された。2022年9月9日（現地時間）にアメリカ合衆国カリフォルニア州アナハイムにて行われたファン向けイベント「D23 Expo 2022」において、本作の配信公開を2023年に延期することを発表した。